# Кубок Югославии по футболу 1970/1971
Кубок маршала Тито 1970/1971 (сербохорв. Kup maršala Tita 1970/1971) — 24-й розыгрыш Кубка Югославии по футболу.

## 1/8 финала
| # | Хозяева               | Результат      | Гости              |
| - | --------------------- | -------------- | ------------------ |
| 1 | Црвена звезда Белград | 2:0            | Войводина Нови-Сад |
| 2 | Бор                   | 2:1            | Напредак           |
| 3 | Вележ Мостар          | 5:0            | Осиек              |
| 4 | Риека                 | 3:2 (2:2, 1:0) | Хайдук Сплит       |
| 5 | Олимпия Любляна       | 1:2 (1:1, 0:1) | ОФК                |
| 6 | Слобода Тузла         | 1:0            | Дубочица Лесковац  |
| 7 | Ловчен                | 1:2            | Динамо Загреб      |
| 8 | Вардар                | 0:2            | Раднички Крагуевац |

## 1/4 финала
| # | Хозяева               | Результат | Гости              |
| - | --------------------- | --------- | ------------------ |
| 1 | Црвена звезда Белград | 2:0       | Бор                |
| 2 | Вележ Мостар          | 6:1       | Риека              |
| 3 | ОФК                   | 1:2       | Слобода Тузла      |
| 4 | Динамо Загреб         | 2:0       | Раднички Крагуевац |

## 1/2 финала
| # | Хозяева               | Результат | Гости         |
| - | --------------------- | --------- | ------------- |
| 1 | Црвена звезда Белград | 4:0       | Вележ Мостар  |
| 2 | Слобода Тузла         | 1:0       | Динамо Загреб |

## Финал
| # | Хозяева               | Результат | Гости                 |
| - | --------------------- | --------- | --------------------- |
| 1 | Слобода Тузла         | 0:4       | Црвена звезда Белград |
| 2 | Црвена звезда Белград | 2:0       | Слобода Тузла         |